# James Cowles Prichard
James Cowles Prichard est un ethnologue et médecin britannique, né à Ross, comté d’Hereford, le 11 février 1785, mort le 23 décembre 1848. 

## Biographie
Il étudie la médecine à Édimbourg et y obtient un doctorat avec une thèse Sur l'histoire physique du genre humain. Après avoir exercé quelque temps la pratique de son art à Bristol, il y est nommé, en 1810, médecin du dispensaire de Clifton et de l’hôpital de Saint-Pierre ; mais ni les devoirs de son emploi ni les soins à donner à une clientèle fort étendue ne l’empêchèrent de se livrer aux études que sa thèse avait inaugurées. 
En 1813, il fait paraître ses Recherches sur l’histoire physique du genre humain, qui ne forment qu’un volume à leur première édition, mais dont la seconde (1826) en compte deux et la troisième (1849) trois. 
Anatomiste et physiologiste éminent, le docteur Prichard est l'un des premiers qui cherchent à arriver par l’étude de la philologie à l'anthropologie physique, ainsi que le prouve le mémoire qu’il lut, en 1832, à l’Association britannique, Sur l’application des recherches philologiques et physiques à l’histoire de l’espèce humaine. 
Quelques années avant, il devient médecin de l’hôpital psychiatrique du comté de Gloucester, et l’activité qu’il déploie dans ces fonctions le fait nommer, en 1845, membre de la commission des aliénés : Il se fixe à Londres, où il réside jusqu’à sa mort. On a encore de lui les ouvrages suivants : les Maladies du système nerveux (1822) ; Traité sur la folie ; Des différentes formes de la folie par rapport à la jurisprudence ; Histoire naturelle de l’homme (1813) ; Sur l’origine orientale de la langue celtique ; Analyse de la mythologie égyptienne ; Examen de la doctrine du principe vital, etc. 
Il a, en outre, été l’un des collaborateurs les plus actifs de l’Encyclopédie de médecine pratique. Il est membre de la Royal Society de Londres et président de la Société ethnologique, ainsi que de l’Association provinciale, médicale et chirurgicale.

## Source
« James Cowles Prichard », dans Pierre Larousse, Grand dictionnaire universel du XIXe siècle, Paris, Administration du grand dictionnaire universel, 15 vol., 1863-1890 [détail des éditions].